# Villagarcía de Campos
Villagarcía de Campos è un comune spagnolo di 435 abitanti situato nella comunità autonoma di Castiglia e León.
La collegiata barocca è opera dell'architetto Rodrigo Gil de Hontañón.